# Elecciones legislativas de Argentina de 1931
Las elecciones legislativas de Argentina de 1931 tuvieron lugar el domingo 8 de noviembre del mencionado año, al mismo tiempo que las elecciones presidenciales. Se realizaron con el objetivo de restaurar el Congreso de la Nación Argentina, disuelto tras el golpe de Estado del 6 de septiembre de 1930, ocurrido catorce meses atrás, que derrocó al gobierno de Hipólito Yrigoyen, de la Unión Cívica Radical (UCR), e instauró un gobierno militar de facto bajo el liderazgo de José Félix Uriburu.
Debido al sistema escalonado empleado en la elección de los entonces 158 escaños de la Cámara de Diputados, 79 de estos diputados cumplirían un mandato normal de cuatro años desde el 20 de febrero de 1932 al 20 de febrero de 1936, mientras que los otros 79 solo estarían en funciones hasta el 20 de febrero de 1934, cuando se realizara una segunda renovación bienial. También debido a esto, se trató de la primera instancia desde 1854 en que el poder legislativo argentino se renovó en su totalidad. Por su parte, el Senado de la Nación Argentina era entonces elegido de forma indirecta por las legislaturas provinciales, que fueron renovadas el mismo día que la presidencia de la Nación y la Cámara de Diputados. Las dos bancas correspondientes a la Capital Federal en la cámara alta se elegían también indirectamente, pero por medio de un colegio electoral que sí era elegido por los ciudadanos del distrito.
Luego de la sorpresiva victoria de la UCR en las elecciones gubernativas suspendidas en la provincia de Buenos Aires en abril, el gobierno de Uriburu convocó a comicios generales para todos los cargos del estado y organizó un sistema de fraude electoral e intimidación a los votantes para impedir una nueva derrota del conservadurismo. El mismo estaba en esencia representado por tres partidos: el recientemente fundado Partido Demócrata Nacional (PDN), la Unión Cívica Radical Antipersonalista (UCR-A), y el Partido Socialista Independiente (PSI), recibiendo asimismo la asistencia de pequeños partidos conservadores provinciales. Estas fuerzas coordinaron su accionar mediante una coalición electoral, denominada Concordancia, que postuló al militar Agustín Pedro Justo como candidato a presidente. Tras la anulación de su victoria en Buenos Aires, la UCR Yrigoyenista decretó la abstención en los comicios. Los sectores de la UCR que no se abstuvieron y no adhirieron a la Concordancia concurrieron a las elecciones bajo otros sellos, como el radicalismo unificado de Santiago del Estero, el antipersonalismo gobernante en la provincia de Entre Ríos, y el bloquismo de San Juan. Hubo también otras variantes del radicalismo que no apoyaban a Yrigoyen pero que también se abstuvieron a su vez, como el lencinismo de Mendoza.
La oposición al conservadurismo no alineada con el radicalismo, encarnada en el Partido Demócrata Progresista (PDP) y el Partido Socialista (PS), configuraron una coalición para disputar las elecciones: la Alianza Civil, que presentó al demócrata progresista Lisandro de la Torre como candidato presidencial, con el socialista Nicolás Repetto como compañero de fórmula. De este modo, se trató de una de las primeras elecciones en la historia argentina en polarizarse entre dos candidatos postulados por dos coaliciones y no solo por partidos.
En medio de una atmósfera tensa y violenta, con reportes de relleno de urnas, intimidación, y otra serie de irregularidades, la Concordancia obtuvo una abrumadora victoria a nivel nacional, resultando Justo elegido presidente por holgado margen y obteniendo su coalición una mayoría absoluta en ambas cámaras legislativas con 95 diputados y 24 senadores. La Alianza Civil obtuvo amplias victorias en la provincia de Santa Fe y en la Capital Federal (irónicamente uno de los pocos distritos en los que el conservadurismo había triunfado limpiamente en las elecciones legislativas del año anterior) y se aseguró la representación por la minoría en varios distritos, quedando con 57 bancas en la Cámara de Diputados y 4 senadores.

## Contexto
El 6 de septiembre de 1930 se produjo el primer golpe de Estado militar exitoso de la historia Argentina, siendo derrocado el gobierno constitucional de Hipólito Yrigoyen (perteneciente a la hegemónica Unión Cívica Radical) y asumiendo como presidente de facto el general José Félix Uriburu. El Congreso de la Nación Argentina, con una abrumadora mayoría del radicalismo, fue disuelto el mismo día que el golpe fue consumado, con el objetivo nominal de «limpiarlo» de una «mayoría servil». Desde el comienzo del gobierno militar, Uriburu se comprometió a celebrar elecciones eventualmente para restaurar la normalidad constitucional respetando la Ley Sáenz Peña (ley de voto secreto que había puesto fin al régimen conservador en 1912). Con el objetivo de probar las posibilidades de un conservadurismo unificado contra el radicalismo, Uriburu convocó a elecciones para gobernador en la provincia de Buenos Aires, por mucho la más poblada del país y distrito clave de los procesos electorales argentinos. La derrota del recién fundado Partido Demócrata Nacional ante el candidato radical Honorio Pueyrredón llevó a Uriburu a anular los comicios y, posteriormente, organizar nuevas elecciones para noviembre. Aduciendo que las mismas no serían libres y justas desde el principio, el radicalismo optó por la abstención.

## Reglas electorales

### Sistema electoral
Los comicios se realizaron bajo el texto constitucional sancionado en 1853. Dicha carta magna establecía que la Cámara de Diputados de la Nación Argentina debía estar compuesta por representantes de cada uno de los distritos argentinos considerados "provincias", y la ciudad de Buenos Aires, en calidad de Capital Federal de la República. Por tal motivo, los territorios nacionales no gozaban de representación parlamentaria. Del mismo modo, los diputados se elegirían por mitades de manera escalonada cada dos años, con mandatos de cuatro años para cada diputado. Debido a la disolución del Congreso, en esta ocasión se elegiría a la totalidad de los diputados.
En ese momento existían catorce provincias, lo que junto a la Capital Federal daba un total de quince distritos electorales. El sistema electoral empleado era el de mayoría y minoría o lista incompleta, bajo el cual los dos partidos más votados obtenían toda la representación. También el sistema adoptó el Panachage el cual dio a los electores la posibilidad de tachar o adicionar candidatos en las listas. En algunas provincias, con tan solo dos diputados de representación, el escrutinio era en la práctica mayoritario, con las dos bancas correspondiendo al partido más votado. Estos distritos, así como los que contaban con solo tres escaños (dos por mayoría y uno por minoría) no renovaban de manera escalonada.

### Bancas a elegir
| Provincia           | Bancas a elegir | Bancas a elegir | Bancas a elegir |
| Provincia           | Totales         | Mayoría         | Minoría         |
| ------------------- | --------------- | --------------- | --------------- |
| Buenos Aires        | 42              | 28              | 14              |
| Capital Federal     | 32              | 22              | 10              |
| Catamarca           | 2               | 2               | —               |
| Córdoba             | 15              | 10              | 5               |
| Corrientes          | 7               | 5               | 2               |
| Entre Ríos          | 9               | 6               | 3               |
| Jujuy               | 2               | 2               | —               |
| La Rioja            | 2               | 2               | —               |
| Mendoza             | 6               | 4               | 2               |
| Salta               | 3               | 2               | 1               |
| San Juan            | 3               | 2               | 1               |
| San Luis            | 3               | 2               | 1               |
| Santa Fe            | 19              | 13              | 6               |
| Santiago del Estero | 6               | 4               | 2               |
| Tucumán             | 7               | 5               | 2               |
| Total               | 158             | 109             | 49              |

## Resultados
El escrutinio fue, como en las elecciones de la época, bastante lento, realizándose desde el 9 de noviembre hasta aproximadamente el 12 de diciembre. La primera provincia en dar resultados definitivos fue San Juan, el 15 de noviembre, seguida por Catamarca, el 17 de noviembre. Tucumán finalizó el escrutinio el 20 de noviembre, con la excepción de algunas mesas impugnadas. Corrientes terminó al día siguiente. Santa Fe finalizó el escrutinio y proclamó a los electos el 22 de noviembre. San Luis terminó el 25, y La Rioja al día siguiente. Entre Ríos finalizó la tarea el 28. Mendoza y Salta anunciaron sus resultados el 29 de noviembre. El 3 de diciembre se dio la mayor cantidad de cifras finales al mismo tiempo con la finalización de Capital Federal, Córdoba, Santiago del Estero. Por último, la provincia de Buenos Aires, depositaria de más de un tercio de la población del país, puso fin al escrutinio y proclamó a los electos el 12 de diciembre.
Favorecidos por el fraude electoral y la abstención del radicalismo, las fuerzas de carácter conservador triunfaron en casi todo el país. El Partido Demócrata Nacional (PDN) se impuso en las provincias de Buenos Aires, Córdoba, Mendoza, Salta, San Luis, y Tucumán. La Unión Cívica Radical Antipersonalista (UCR-A) ganó en Catamarca, Entre Ríos (esta última compitiendo separadamente de la Concordancia y sin apoyar la candidatura de Justo), y La Rioja. A pesar del fraude, el Partido Socialista (PS) obtuvo el mejor resultado electoral nacional de su historia, con las listas de candidatos socialistas recogiendo un 25% de las adhesiones en todo el país y triunfando abrumadoramente en la ciudad de Buenos Aires ante el Partido Socialista Independiente (PSI), que había ganado la elección anterior. El Partido Demócrata Progresista (PDP) recuperó su caudal electoral previo a las debacles que había sufrido en las últimas elecciones de la década de 1920 y triunfó con holgura en la provincia de Santa Fe, donde además ganó la gobernación.
Fuerzas radicales o conservadoras alineadas con la Concordancia se impusieron en algunos distritos o demostraron coherencia electoral, siendo ese el caso de la Unión Cívica Radical Bloquista (UCR-B) en San Juan, que en las anteriores elecciones había sido derrotada bajo acusaciones de fraude electoral contra el gobierno de Yrigoyen; y de la Defensa Provincial en Tucumán, que obtuvo la representación por la minoría en la elección legislativa, logró ganar la gobernación de la provincia y obtuvo una de las bancas senatoriales en juego tras un pacto con el socialismo. En la provincia de Corrientes venció el Partido Liberal, partido tradicional correntino que no adhirió al PDN, logrando 5 diputados. Posteriormente, el Pacto entregaría la gobernación en el colegio electoral al radicalismo antipersonalista, y los autonomistas se quedarían con las dos bancas senatoriales. En Santiago del Estero se dio una victoria del Partido Radical Unificado (PRU), que también obtuvo la gobernación.
|  | 35,00 % |

|  | 7,02 % |

|  | 5,91 % |

|  | 3,50 % |

|  | 2,18 % |

|  | 2,13 % |

|  | 1,81 % |

|  | 1,34 % |

|  | 0,67 % |

|  | 0,22 % |

|  | 0,16 % |

|  | 59,95 % |

|  | 25,74 % |

|  | 7,26 % |

|  | 1,28 % |

|  | 34,29 % |

|  | 3,30 % |

|  | 1,08 % |

|  | 0,66 % |

|  | 0,40 % |

|  | 0,15 % |

|  | 0,08 % |

|  | 0,06 % |

|  | 0,03 % |

|  | 87,78 % |

|  | 5,00 % |

|  | 7,22 % |

|  | 100 % |

|  | 73,80 % |

## Resultados por distrito
| Provincia de Buenos Aires 42 Diputados       | Provincia de Buenos Aires 42 Diputados                  | Provincia de Buenos Aires 42 Diputados | Provincia de Buenos Aires 42 Diputados | Provincia de Buenos Aires 42 Diputados | Provincia de Buenos Aires 42 Diputados | Provincia de Buenos Aires 42 Diputados |
| Partido                                      | Partido                                                 | Candidato                              | Mandato                                | Votos al candidato                     | Votos al partido                       | %                                      |
| -------------------------------------------- | ------------------------------------------------------- | -------------------------------------- | -------------------------------------- | -------------------------------------- | -------------------------------------- | -------------------------------------- |
|                                              | Partido Demócrata Nacional                              | Agustín J. Carús                       | 1932-1936                              | 215.733                                | 215.733                                | 60,41                                  |
| José María Bustillo (h)                      | Partido Demócrata Nacional                              | 1932-1936                              | 215.721                                |                                        | 215.733                                | 60,41                                  |
| Luis Grisolía                                | Partido Demócrata Nacional                              | 1932-1936                              | 215.709                                |                                        | 215.733                                | 60,41                                  |
| Dionisio Schoo Lastra                        | Partido Demócrata Nacional                              | 1932-1934                              | 215.702                                |                                        | 215.733                                | 60,41                                  |
| Rogelio J. Solís                             | Partido Demócrata Nacional                              | 1932-1934                              | 215.695                                |                                        | 215.733                                | 60,41                                  |
| Ángel Pintos                                 | Partido Demócrata Nacional                              | 1932-1936                              | 215.685                                |                                        | 215.733                                | 60,41                                  |
| Jacinto Ruiz Guiñazú                         | Partido Demócrata Nacional                              | 1932-1934                              | 215.683                                |                                        | 215.733                                | 60,41                                  |
| Samuel Ortiz Basualdo                        | Partido Demócrata Nacional                              | 1932-1934                              | 215.673                                |                                        | 215.733                                | 60,41                                  |
| Manuel González Guerrico                     | Partido Demócrata Nacional                              | 1932-1936                              | 215.644                                |                                        | 215.733                                | 60,41                                  |
| Felipe Castro                                | Partido Demócrata Nacional                              | 1932-1934                              | 215.601                                |                                        | 215.733                                | 60,41                                  |
| Vicente Solano Lima                          | Partido Demócrata Nacional                              | 1932-1936                              | 215.577                                |                                        | 215.733                                | 60,41                                  |
| Alberto Cortes Arteaga                       | Partido Demócrata Nacional                              | 1932-1934                              | 215.539                                |                                        | 215.733                                | 60,41                                  |
| Bernardo Becerra                             | Partido Demócrata Nacional                              | 1932-1934                              | 215.473                                |                                        | 215.733                                | 60,41                                  |
| Daniel Amadeo y Videla                       | Partido Demócrata Nacional                              | 1932-1936                              | 215.469                                |                                        | 215.733                                | 60,41                                  |
| Saturnino Salcedo                            | Partido Demócrata Nacional                              | 1932-1934                              | 215.399                                |                                        | 215.733                                | 60,41                                  |
| Francisco Uriburu (h)                        | Partido Demócrata Nacional                              | 1932-1934                              | 215.394                                |                                        | 215.733                                | 60,41                                  |
| Aquiles M. Guglialmelli                      | Partido Demócrata Nacional                              | 1932-1936                              | 215.391                                |                                        | 215.733                                | 60,41                                  |
| Luis Duhau                                   | Partido Demócrata Nacional                              | 1932-1934                              | 215.372                                |                                        | 215.733                                | 60,41                                  |
| Uberto F. Vignart                            | Partido Demócrata Nacional                              | 1932-1936                              | 215.335                                |                                        | 215.733                                | 60,41                                  |
| Pedro Groppo                                 | Partido Demócrata Nacional                              | 1932-1936                              | 215.320                                |                                        | 215.733                                | 60,41                                  |
| Miguel V. Dávila                             | Partido Demócrata Nacional                              | 1932-1936                              | 215.294                                |                                        | 215.733                                | 60,41                                  |
| Ernesto L. de las Carreras                   | Partido Demócrata Nacional                              | 1932-1934                              | 215.271                                |                                        | 215.733                                | 60,41                                  |
| Ramón Godofredo Loyarte                      | Partido Demócrata Nacional                              | 1932-1934                              | 215.264                                |                                        | 215.733                                | 60,41                                  |
| Carlos Alberto Pueyrredón                    | Partido Demócrata Nacional                              | 1932-1936                              | 215.264                                |                                        | 215.733                                | 60,41                                  |
| Adrián César Escobar                         | Partido Demócrata Nacional                              | 1932-1934                              | 215.144                                |                                        | 215.733                                | 60,41                                  |
| Manuel Fresco                                | Partido Demócrata Nacional                              | 1932-1936                              | 214.826                                |                                        | 215.733                                | 60,41                                  |
| Alberto Espil                                | Partido Demócrata Nacional                              | 1932-1936                              | 214.758                                |                                        | 215.733                                | 60,41                                  |
| Aurelio Amoedo                               | Partido Demócrata Nacional                              | 1932-1934                              | 214.689                                |                                        | 215.733                                | 60,41                                  |
|                                              | Partido Socialista                                      | José Vidal Baigorri                    | 1932-1936                              | 123.272                                | 123.272                                | 34,52                                  |
| Miguel Pascarelli                            | Partido Socialista                                      | 1932-1934                              | 123.271                                |                                        | 123.272                                | 34,52                                  |
| José Loredo                                  | Partido Socialista                                      | 1932-1934                              | 123.269                                |                                        | 123.272                                | 34,52                                  |
| Ramón Mayo                                   | Partido Socialista                                      | 1932-1936                              | 123.268                                |                                        | 123.272                                | 34,52                                  |
| Miguel V. Navello                            | Partido Socialista                                      | 1932-1934                              | 123.265                                |                                        | 123.272                                | 34,52                                  |
| Julio C. Martella                            | Partido Socialista                                      | 1932-1934                              | 123.262                                |                                        | 123.272                                | 34,52                                  |
| Pedro Palacín                                | Partido Socialista                                      | 1932-1936                              | 123.262                                |                                        | 123.272                                | 34,52                                  |
| Bruno J. Pietranera                          | Partido Socialista                                      | 1932-1934                              | 123.260                                |                                        | 123.272                                | 34,52                                  |
| José Palmeiro                                | Partido Socialista                                      | 1932-1936                              | 123.257                                |                                        | 123.272                                | 34,52                                  |
| Marcelino Ganza                              | Partido Socialista                                      | 1932-1936                              | 123.253                                |                                        | 123.272                                | 34,52                                  |
| Juan Nigro                                   | Partido Socialista                                      | 1932-1934                              | 123.244                                |                                        | 123.272                                | 34,52                                  |
| Eugenio A. Becerra (h)                       | Partido Socialista                                      | 1932-1936                              | 123.175                                |                                        | 123.272                                | 34,52                                  |
| Domingo Besasso                              | Partido Socialista                                      | 1932-1934                              | 123.172                                |                                        | 123.272                                | 34,52                                  |
| Rufino Inda                                  | Partido Socialista                                      | 1932-1936                              | 123.169                                |                                        | 123.272                                | 34,52                                  |
| Romeo Ferrara                                | Partido Socialista                                      | —                                      | 123.109                                |                                        | 123.272                                | 34,52                                  |
| Manuel Ramírez (h)                           | Partido Socialista                                      | —                                      | 123.103                                |                                        | 123.272                                | 34,52                                  |
| Francisco P. B. Poderoso                     | Partido Socialista                                      | —                                      | 123.092                                |                                        | 123.272                                | 34,52                                  |
| Ambrosio C. Saporiti                         | Partido Socialista                                      | —                                      | 123.082                                |                                        | 123.272                                | 34,52                                  |
| José Constanza                               | Partido Socialista                                      | —                                      | 123.058                                |                                        | 123.272                                | 34,52                                  |
| Rogelio L. Ameri                             | Partido Socialista                                      | —                                      | 123.046                                |                                        | 123.272                                | 34,52                                  |
| José Ernesto Rozas                           | Partido Socialista                                      | —                                      | 123.026                                |                                        | 123.272                                | 34,52                                  |
| Miguel Guiglielmotti                         | Partido Socialista                                      | —                                      | 123.026                                |                                        | 123.272                                | 34,52                                  |
| Adolfo Arnoldi                               | Partido Socialista                                      | —                                      | 123.025                                |                                        | 123.272                                | 34,52                                  |
| Agustín de Arrieta                           | Partido Socialista                                      | —                                      | 123.023                                |                                        | 123.272                                | 34,52                                  |
| Manuel V. Besasso                            | Partido Socialista                                      | —                                      | 123.022                                |                                        | 123.272                                | 34,52                                  |
| Juan Orler                                   | Partido Socialista                                      | —                                      | 123.018                                |                                        | 123.272                                | 34,52                                  |
| Jerónimo Della Latta                         | Partido Socialista                                      | —                                      | 123.017                                |                                        | 123.272                                | 34,52                                  |
| José M. Lemos                                | Partido Socialista                                      | —                                      | 123.010                                |                                        | 123.272                                | 34,52                                  |
|                                              | Unión Cívica Radical Antipersonalista                   | José Camilo Crotto (h)                 | —                                      | 13.515                                 | 13.515                                 | 3,78                                   |
| Máximo Castro                                | Unión Cívica Radical Antipersonalista                   | —                                      | 13.497                                 |                                        | 13.515                                 | 3,78                                   |
| Emilio Solari                                | Unión Cívica Radical Antipersonalista                   | —                                      | 13.412                                 |                                        | 13.515                                 | 3,78                                   |
| Ramón Tristany                               | Unión Cívica Radical Antipersonalista                   | —                                      | 13.402                                 |                                        | 13.515                                 | 3,78                                   |
| José M. Moldes                               | Unión Cívica Radical Antipersonalista                   | —                                      | 13.390                                 |                                        | 13.515                                 | 3,78                                   |
| Agustín Scaricabarozzi (h)                   | Unión Cívica Radical Antipersonalista                   | —                                      | 13.390                                 |                                        | 13.515                                 | 3,78                                   |
| Alfredo I. Lugones                           | Unión Cívica Radical Antipersonalista                   | —                                      | 13.389                                 |                                        | 13.515                                 | 3,78                                   |
| Florencio Olivera                            | Unión Cívica Radical Antipersonalista                   | —                                      | 13.372                                 |                                        | 13.515                                 | 3,78                                   |
| Félix Arauz                                  | Unión Cívica Radical Antipersonalista                   | —                                      | 13.366                                 |                                        | 13.515                                 | 3,78                                   |
| Tiburcio Bavio                               | Unión Cívica Radical Antipersonalista                   | —                                      | 13.364                                 |                                        | 13.515                                 | 3,78                                   |
| Rafael Alberto Pérez                         | Unión Cívica Radical Antipersonalista                   | —                                      | 13.346                                 |                                        | 13.515                                 | 3,78                                   |
| Tomas de la Torre                            | Unión Cívica Radical Antipersonalista                   | —                                      | 13.335                                 |                                        | 13.515                                 | 3,78                                   |
| Enrique de Madrid                            | Unión Cívica Radical Antipersonalista                   | —                                      | 13.277                                 |                                        | 13.515                                 | 3,78                                   |
| Enrique S. Pérez                             | Unión Cívica Radical Antipersonalista                   | —                                      | 13.194                                 |                                        | 13.515                                 | 3,78                                   |
| Juan M. Obarrio                              | Unión Cívica Radical Antipersonalista                   | —                                      | 13.093                                 |                                        | 13.515                                 | 3,78                                   |
| Esteban P. Gentilini                         | Unión Cívica Radical Antipersonalista                   | —                                      | 13.092                                 |                                        | 13.515                                 | 3,78                                   |
| Salvio Cadelago                              | Unión Cívica Radical Antipersonalista                   | —                                      | 13.084                                 |                                        | 13.515                                 | 3,78                                   |
| Guillermo Garbarini Islas                    | Unión Cívica Radical Antipersonalista                   | —                                      | 12.983                                 |                                        | 13.515                                 | 3,78                                   |
| Luis C. Mensi                                | Unión Cívica Radical Antipersonalista                   | —                                      | 12.962                                 |                                        | 13.515                                 | 3,78                                   |
| José Sánchez Negrete                         | Unión Cívica Radical Antipersonalista                   | —                                      | 12.934                                 |                                        | 13.515                                 | 3,78                                   |
| Ricardo T. Areco                             | Unión Cívica Radical Antipersonalista                   | —                                      | 12.919                                 |                                        | 13.515                                 | 3,78                                   |
| Manuel M. Rosales                            | Unión Cívica Radical Antipersonalista                   | —                                      | 12.918                                 |                                        | 13.515                                 | 3,78                                   |
| Francisco Raynelli                           | Unión Cívica Radical Antipersonalista                   | —                                      | 12.917                                 |                                        | 13.515                                 | 3,78                                   |
| Emilio Córdoba                               | Unión Cívica Radical Antipersonalista                   | —                                      | 12.898                                 |                                        | 13.515                                 | 3,78                                   |
| Arturo Terrarosa                             | Unión Cívica Radical Antipersonalista                   | —                                      | 12.864                                 |                                        | 13.515                                 | 3,78                                   |
| Martín Pereira Iraola                        | Unión Cívica Radical Antipersonalista                   | —                                      | 12.850                                 |                                        | 13.515                                 | 3,78                                   |
| Daniel A. Solanas                            | Unión Cívica Radical Antipersonalista                   | —                                      | 12.771                                 |                                        | 13.515                                 | 3,78                                   |
|                                              | Partido Agrario                                         | Jorge S. Jeannoteguy                   | —                                      | 4.602                                  | 4.602                                  | 1,29                                   |
| Guillermo Garbarini Islas                    | Partido Agrario                                         | —                                      | 4.587                                  |                                        | 4.602                                  | 1,29                                   |
| Genaro Moreno                                | Partido Agrario                                         | —                                      | 4.586                                  |                                        | 4.602                                  | 1,29                                   |
| Juan B. Sciutto                              | Partido Agrario                                         | —                                      | 4.586                                  |                                        | 4.602                                  | 1,29                                   |
| Luis Cozzarín                                | Partido Agrario                                         | —                                      | 4.586                                  |                                        | 4.602                                  | 1,29                                   |
| Belamino González                            | Partido Agrario                                         | —                                      | 4.586                                  |                                        | 4.602                                  | 1,29                                   |
| Isaac Grassi                                 | Partido Agrario                                         | —                                      | 4.586                                  |                                        | 4.602                                  | 1,29                                   |
| Alejandro Tornatore                          | Partido Agrario                                         | —                                      | 4.586                                  |                                        | 4.602                                  | 1,29                                   |
| Guido Visintini                              | Partido Agrario                                         | —                                      | 4.586                                  |                                        | 4.602                                  | 1,29                                   |
| Alberto Massot                               | Partido Agrario                                         | —                                      | 4.586                                  |                                        | 4.602                                  | 1,29                                   |
| Leopoldo Blanco                              | Partido Agrario                                         | —                                      | 4.586                                  |                                        | 4.602                                  | 1,29                                   |
| José Rapuano                                 | Partido Agrario                                         | —                                      | 4.586                                  |                                        | 4.602                                  | 1,29                                   |
| Pedro César (h)                              | Partido Agrario                                         | —                                      | 4.586                                  |                                        | 4.602                                  | 1,29                                   |
| Luis Lamberto                                | Partido Agrario                                         | —                                      | 4.586                                  |                                        | 4.602                                  | 1,29                                   |
| Samuel del Hoyo                              | Partido Agrario                                         | —                                      | 4.586                                  |                                        | 4.602                                  | 1,29                                   |
| Julio Curtet                                 | Partido Agrario                                         | —                                      | 4.586                                  |                                        | 4.602                                  | 1,29                                   |
| Antonio Latessa                              | Partido Agrario                                         | —                                      | 4.586                                  |                                        | 4.602                                  | 1,29                                   |
| Rafael Schulkin                              | Partido Agrario                                         | —                                      | 4.586                                  |                                        | 4.602                                  | 1,29                                   |
| Bautista Lamberto                            | Partido Agrario                                         | —                                      | 4.586                                  |                                        | 4.602                                  | 1,29                                   |
| Juan D. Agesta                               | Partido Agrario                                         | —                                      | 4.586                                  |                                        | 4.602                                  | 1,29                                   |
| Hugo Balbi                                   | Partido Agrario                                         | —                                      | 4.585                                  |                                        | 4.602                                  | 1,29                                   |
| Lorenzo S. Bertone                           | Partido Agrario                                         | —                                      | 4.585                                  |                                        | 4.602                                  | 1,29                                   |
| Pedro Biain                                  | Partido Agrario                                         | —                                      | 4.583                                  |                                        | 4.602                                  | 1,29                                   |
| Alberto Fandiño                              | Partido Agrario                                         | —                                      | 4.582                                  |                                        | 4.602                                  | 1,29                                   |
| Fioravanti Gorza                             | Partido Agrario                                         | —                                      | 4.582                                  |                                        | 4.602                                  | 1,29                                   |
| Ireneo Barrios                               | Partido Agrario                                         | —                                      | 4.581                                  |                                        | 4.602                                  | 1,29                                   |
| Juan Lafaille                                | Partido Agrario                                         | —                                      | 4.575                                  |                                        | 4.602                                  | 1,29                                   |
| Teodoro di Lalla                             | Partido Agrario                                         | —                                      | 4.563                                  |                                        | 4.602                                  | 1,29                                   |
|                                              |                                                         |                                        |                                        |                                        |                                        |                                        |
| Votos positivos                              | Votos positivos                                         | Votos positivos                        | Votos positivos                        | Votos positivos                        | 357.122                                | 92,08                                  |
| Votos en blanco                              | Votos en blanco                                         | Votos en blanco                        | Votos en blanco                        | Votos en blanco                        | 30.401                                 | 7,84                                   |
| Diferencia de votos                          | Diferencia de votos                                     | Diferencia de votos                    | Diferencia de votos                    | Diferencia de votos                    | 334                                    | 0,09                                   |
| Total de votos                               | Total de votos                                          | Total de votos                         | Total de votos                         | Total de votos                         | 387.857                                | 100,00                                 |
| Votantes registrados/participación           | Votantes registrados/participación                      | Votantes registrados/participación     | Votantes registrados/participación     | Votantes registrados/participación     | 585.277                                | 66,27                                  |
| Capital Federal 32 Diputados                 |                                                         |                                        |                                        |                                        |                                        |                                        |
| Partido                                      | Partido                                                 | Candidato                              | Mandato                                | Votos al candidato                     | Votos al partido                       | %                                      |
|                                              | Partido Socialista                                      | Américo Ghioldi                        | 1932-1936                              | 171.277                                | 171.277                                | 62,65                                  |
| Nicolás Repetto                              | Partido Socialista                                      | 1932-1936                              | 171.256                                |                                        | 171.277                                | 62,65                                  |
| Jacinto Oddone                               | Partido Socialista                                      | 1932-1936                              | 171.111                                |                                        | 171.277                                | 62,65                                  |
| Ángel M. Giménez                             | Partido Socialista                                      | 1932-1934                              | 171.008                                |                                        | 171.277                                | 62,65                                  |
| Silvio L. Ruggieri                           | Partido Socialista                                      | 1932-1936                              | 171.007                                |                                        | 171.277                                | 62,65                                  |
| Alejandro Castiñeiras                        | Partido Socialista                                      | 1932-1934                              | 171.001                                |                                        | 171.277                                | 62,65                                  |
| José Luis Pena                               | Partido Socialista                                      | 1932-1936                              | 170.941                                |                                        | 171.277                                | 62,65                                  |
| Manuel Palacín                               | Partido Socialista                                      | 1932-1934                              | 170.917                                |                                        | 171.277                                | 62,65                                  |
| Alberto Iribarne                             | Partido Socialista                                      | 1932-1934                              | 170.878                                |                                        | 171.277                                | 62,65                                  |
| Enrique Mouchet                              | Partido Socialista                                      | 1932-1934                              | 170.836                                |                                        | 171.277                                | 62,65                                  |
| José E. Pfleger                              | Partido Socialista                                      | 1932-1934                              | 170.822                                |                                        | 171.277                                | 62,65                                  |
| José D. Castellanos                          | Partido Socialista                                      | 1932-1934                              | 170.788                                |                                        | 171.277                                | 62,65                                  |
| Rómulo Bogliolo                              | Partido Socialista                                      | 1932-1936                              | 170.750                                |                                        | 171.277                                | 62,65                                  |
| Francisco Pérez Leirós                       | Partido Socialista                                      | 1932-1934                              | 170.697                                |                                        | 171.277                                | 62,65                                  |
| Enrique Dickmann                             | Partido Socialista                                      | 1932-1936                              | 170.696                                |                                        | 171.277                                | 62,65                                  |
| Juan Antonio Solari                          | Partido Socialista                                      | 1932-1936                              | 170.633                                |                                        | 171.277                                | 62,65                                  |
| Carlos Moret (h)                             | Partido Socialista                                      | 1932-1936                              | 170.523                                |                                        | 171.277                                | 62,65                                  |
| Miguel Briuolo                               | Partido Socialista                                      | 1932-1936                              | 170.509                                |                                        | 171.277                                | 62,65                                  |
| Demetrio Buira                               | Partido Socialista                                      | 1932-1934                              | 170.506                                |                                        | 171.277                                | 62,65                                  |
| Marcelino Buyán                              | Partido Socialista                                      | 1932-1934                              | 170.478                                |                                        | 171.277                                | 62,65                                  |
| Adolfo Dickmann                              | Partido Socialista                                      | 1932-1936                              | 170.348                                |                                        | 171.277                                | 62,65                                  |
| Juan B. Lamesa                               | Partido Socialista                                      | 1932-1934                              | 169.597                                |                                        | 171.277                                | 62,65                                  |
|                                              | Partido Socialista Independiente                        | Federico Pinedo (h)                    | 1932-1936                              | 90.600                                 | 90.600                                 | 33,14                                  |
| Augusto Bunge                                | Partido Socialista Independiente                        | 1932-1936                              | 90.458                                 |                                        | 90.600                                 | 33,14                                  |
| Roberto Giusti                               | Partido Socialista Independiente                        | 1932-1934                              | 90.418                                 |                                        | 90.600                                 | 33,14                                  |
| Alfredo L. Spinetto                          | Partido Socialista Independiente                        | 1932-1934                              | 90.320                                 |                                        | 90.600                                 | 33,14                                  |
| Carlos Manacorda                             | Partido Socialista Independiente                        | 1932-1936                              | 90.206                                 |                                        | 90.600                                 | 33,14                                  |
| Antonio Zaccagnini                           | Partido Socialista Independiente                        | 1932-1934                              | 90.199                                 |                                        | 90.600                                 | 33,14                                  |
| Manuel González Maseda                       | Partido Socialista Independiente                        | 1932-1936                              | 90.137                                 |                                        | 90.600                                 | 33,14                                  |
| Fernando de Andreis                          | Partido Socialista Independiente                        | 1932-1934                              | 90.092                                 |                                        | 90.600                                 | 33,14                                  |
| Roberto Noble                                | Partido Socialista Independiente                        | 1932-1936                              | 90.040                                 |                                        | 90.600                                 | 33,14                                  |
| Bernardo Sierra                              | Partido Socialista Independiente                        | 1932-1934                              | 89.943                                 |                                        | 90.600                                 | 33,14                                  |
| Felipe di Tella                              | Partido Socialista Independiente                        | —                                      | Sin datos                              |                                        | 90.600                                 | 33,14                                  |
| Gregorio M. Beschinsky                       | Partido Socialista Independiente                        | —                                      | Sin datos                              |                                        | 90.600                                 | 33,14                                  |
| Oscar Rodríguez                              | Partido Socialista Independiente                        | —                                      | Sin datos                              |                                        | 90.600                                 | 33,14                                  |
| Isidoro de la Calle                          | Partido Socialista Independiente                        | —                                      | Sin datos                              |                                        | 90.600                                 | 33,14                                  |
| Raúl Lucio Uranga                            | Partido Socialista Independiente                        | —                                      | Sin datos                              |                                        | 90.600                                 | 33,14                                  |
| Damián Ciancio                               | Partido Socialista Independiente                        | —                                      | Sin datos                              |                                        | 90.600                                 | 33,14                                  |
| Sixtor Pastor                                | Partido Socialista Independiente                        | —                                      | Sin datos                              |                                        | 90.600                                 | 33,14                                  |
| Ramón J. Moreda                              | Partido Socialista Independiente                        | —                                      | Sin datos                              |                                        | 90.600                                 | 33,14                                  |
| Tomás J. Scaglia                             | Partido Socialista Independiente                        | —                                      | Sin datos                              |                                        | 90.600                                 | 33,14                                  |
| José Gierberg                                | Partido Socialista Independiente                        | —                                      | Sin datos                              |                                        | 90.600                                 | 33,14                                  |
| Rolando M. Riviere                           | Partido Socialista Independiente                        | —                                      | Sin datos                              |                                        | 90.600                                 | 33,14                                  |
| Basilio Vidal                                | Partido Socialista Independiente                        | —                                      | Sin datos                              |                                        | 90.600                                 | 33,14                                  |
|                                              | Partido Salud Pública                                   | Sin datos                              | Sin datos                              | Sin datos                              | 5.424                                  | 1,98                                   |
|                                              | Partido Reformista                                      | Sin datos                              | Sin datos                              | Sin datos                              | 4.163                                  | 1,52                                   |
|                                              | Concentración Obrera                                    | Sin datos                              | Sin datos                              | Sin datos                              | 1.051                                  | 0,38                                   |
|                                              | Concentración Republicana                               | Sin datos                              | Sin datos                              | Sin datos                              | 856                                    | 0,31                                   |
|                                              |                                                         |                                        |                                        |                                        |                                        |                                        |
| Votos positivos                              | Votos positivos                                         | Votos positivos                        | Votos positivos                        | Votos positivos                        | 273.371                                | 84,09                                  |
| Diferencia de votos                          | Diferencia de votos                                     | Diferencia de votos                    | Diferencia de votos                    | Diferencia de votos                    | 51.732                                 | 15,91                                  |
| Total de votos                               | Total de votos                                          | Total de votos                         | Total de votos                         | Total de votos                         | 325.103                                | 100,00                                 |
| Votantes registrados/participación           | Votantes registrados/participación                      | Votantes registrados/participación     | Votantes registrados/participación     | Votantes registrados/participación     | 374.130                                | 86,90                                  |
| Provincia de Catamarca 2 Diputados           |                                                         |                                        |                                        |                                        |                                        |                                        |
| Partido                                      | Partido                                                 | Candidato                              | Mandato                                | Votos al candidato                     | Votos al partido                       | %                                      |
|                                              | Unión Cívica Radical Antipersonalista                   | Luis Alberto Ahumada                   | 1932-1934                              | 10.222                                 | 10.222                                 | 52,02                                  |
| Abel Acosta                                  | Unión Cívica Radical Antipersonalista                   | 1932-1934                              | 10.208                                 |                                        | 10.222                                 | 52,02                                  |
|                                              | Partido Demócrata Nacional                              | Ernesto M. Andrada                     | —                                      | 9.422                                  | 9.422                                  | 47,95                                  |
| Enrique Ocampo                               | Partido Demócrata Nacional                              | —                                      | 9.416                                  |                                        | 9.422                                  | 47,95                                  |
|                                              | Otros                                                   | Alejandro Ruzzo                        | —                                      | 4                                      | 4                                      | 0,02                                   |
|                                              | Otros                                                   | Carlos B. Quiroga                      | —                                      | 1                                      | 1                                      | 0,01                                   |
|                                              | Otros                                                   | Luis N. Nieto                          | —                                      | 1                                      | 1                                      | 0,01                                   |
|                                              |                                                         |                                        |                                        |                                        |                                        |                                        |
| Votos positivos                              | Votos positivos                                         | Votos positivos                        | Votos positivos                        | Votos positivos                        | 19.650                                 | 93,05                                  |
| Diferencia de votos                          | Diferencia de votos                                     | Diferencia de votos                    | Diferencia de votos                    | Diferencia de votos                    | 1.467                                  | 6,95                                   |
| Total de votos                               | Total de votos                                          | Total de votos                         | Total de votos                         | Total de votos                         | 21.117                                 | 100,00                                 |
| Votantes registrados/participación           | Votantes registrados/participación                      | Votantes registrados/participación     | Votantes registrados/participación     | Votantes registrados/participación     | 25.866                                 | 81,64                                  |
| Provincia de Córdoba 15 Diputados            |                                                         |                                        |                                        |                                        |                                        |                                        |
| Partido                                      | Partido                                                 | Candidato                              | Mandato                                | Votos al candidato                     | Votos al partido                       | %                                      |
|                                              | Partido Demócrata Nacional                              | Juan F. Cafferata                      | 1932-1936                              | 89.354                                 | 89.354                                 | 74,07                                  |
| Rodolfo Moyano                               | Partido Demócrata Nacional                              | 1932-1934                              | 89.265                                 |                                        | 89.354                                 | 74,07                                  |
| Carlos D. Courel                             | Partido Demócrata Nacional                              | 1932-1936                              | 89.255                                 |                                        | 89.354                                 | 74,07                                  |
| Marcial J. Zarázaga                          | Partido Demócrata Nacional                              | 1932-1934                              | 89.242                                 |                                        | 89.354                                 | 74,07                                  |
| José Heriberto Martínez                      | Partido Demócrata Nacional                              | 1932-1936                              | 89.206                                 |                                        | 89.354                                 | 74,07                                  |
| Miguel Ángel Cárcano                         | Partido Demócrata Nacional                              | 1932-1934                              | 88.875                                 |                                        | 89.354                                 | 74,07                                  |
| Alfredo J. Alonso                            | Partido Demócrata Nacional                              | 1932-1936                              | 88.863                                 |                                        | 89.354                                 | 74,07                                  |
| Nicanor Costa Méndez (padre)                 | Partido Demócrata Nacional                              | 1932-1936                              | 88.824                                 |                                        | 89.354                                 | 74,07                                  |
| Benjamín Palacio                             | Partido Demócrata Nacional                              | 1932-1936                              | 88.746                                 |                                        | 89.354                                 | 74,07                                  |
| Damián Fernández                             | Partido Demócrata Nacional                              | 1932-1934                              | 88.735                                 |                                        | 89.354                                 | 74,07                                  |
|                                              | Partido Socialista                                      | Arturo Da Rocha                        | 1932-1934                              | 19.703                                 | 19.703                                 | 16,33                                  |
| Serapio Molina                               | Partido Socialista                                      | 1932-1936                              | 19.698                                 |                                        | 19.703                                 | 16,33                                  |
| Bruno J. Herrera                             | Partido Socialista                                      | 1932-1936                              | 19.694                                 |                                        | 19.703                                 | 16,33                                  |
| Juan P. Presacco                             | Partido Socialista                                      | 1932-1936                              | 19.693                                 |                                        | 19.703                                 | 16,33                                  |
| Amleto Magris                                | Partido Socialista                                      | 1932-1934                              | 19.693                                 |                                        | 19.703                                 | 16,33                                  |
| Luis Stegagnini                              | Partido Socialista                                      | —                                      | 19.693                                 |                                        | 19.703                                 | 16,33                                  |
| Juan Cirulli                                 | Partido Socialista                                      | —                                      | 19.692                                 |                                        | 19.703                                 | 16,33                                  |
| Miguel J. Ávila                              | Partido Socialista                                      | —                                      | 19.688                                 |                                        | 19.703                                 | 16,33                                  |
| F. Pérez Marcén                              | Partido Socialista                                      | —                                      | 19.656                                 |                                        | 19.703                                 | 16,33                                  |
| Juan F. Corzo                                | Partido Socialista                                      | —                                      | 19.615                                 |                                        | 19.703                                 | 16,33                                  |
|                                              | Unión Cívica Radical Antipersonalista                   | Jorge A. Núñez                         | —                                      | 7.105                                  | 7.105                                  | 5,89                                   |
| Carlos R. Melo                               | Unión Cívica Radical Antipersonalista                   | —                                      | 6.954                                  |                                        | 7.105                                  | 5,89                                   |
| Julio A. Zavala                              | Unión Cívica Radical Antipersonalista                   | —                                      | 6.857                                  |                                        | 7.105                                  | 5,89                                   |
| Abel J. Cano                                 | Unión Cívica Radical Antipersonalista                   | —                                      | 6.797                                  |                                        | 7.105                                  | 5,89                                   |
| Agustín S. M. Molina                         | Unión Cívica Radical Antipersonalista                   | —                                      | 6.709                                  |                                        | 7.105                                  | 5,89                                   |
| Ventura Cardoso                              | Unión Cívica Radical Antipersonalista                   | —                                      | 6.640                                  |                                        | 7.105                                  | 5,89                                   |
| Servando Barría                              | Unión Cívica Radical Antipersonalista                   | —                                      | 6.456                                  |                                        | 7.105                                  | 5,89                                   |
| Aquiles Verdile                              | Unión Cívica Radical Antipersonalista                   | —                                      | 6.277                                  |                                        | 7.105                                  | 5,89                                   |
| Juan Adán Grebe                              | Unión Cívica Radical Antipersonalista                   | —                                      | 6.204                                  |                                        | 7.105                                  | 5,89                                   |
| Manuel F. de Allende                         | Unión Cívica Radical Antipersonalista                   | —                                      | 6.109                                  |                                        | 7.105                                  | 5,89                                   |
|                                              | Partido Agrario                                         | Ignacio E. Ferrer                      | —                                      | 4.475                                  | 4.475                                  | 3,71                                   |
| Joaquín Colauti                              | Partido Agrario                                         | —                                      | 4.472                                  |                                        | 4.475                                  | 3,71                                   |
| Santiago Lanaro                              | Partido Agrario                                         | —                                      | 4.471                                  |                                        | 4.475                                  | 3,71                                   |
| David Bustos                                 | Partido Agrario                                         | —                                      | 4.471                                  |                                        | 4.475                                  | 3,71                                   |
| Enrique H. Severín                           | Partido Agrario                                         | —                                      | 4.470                                  |                                        | 4.475                                  | 3,71                                   |
| Fernadno Abal                                | Partido Agrario                                         | —                                      | 4.470                                  |                                        | 4.475                                  | 3,71                                   |
| Juan G. Baritaud                             | Partido Agrario                                         | —                                      | 4.470                                  |                                        | 4.475                                  | 3,71                                   |
| Enrique Velasco                              | Partido Agrario                                         | —                                      | 4.470                                  |                                        | 4.475                                  | 3,71                                   |
| Carlos D Dubini                              | Partido Agrario                                         | —                                      | 4.415                                  |                                        | 4.475                                  | 3,71                                   |
| Roque Quiroga                                | Partido Agrario                                         | —                                      | 4.414                                  |                                        | 4.475                                  | 3,71                                   |
|                                              |                                                         |                                        |                                        |                                        |                                        |                                        |
| Votos positivos                              | Votos positivos                                         | Votos positivos                        | Votos positivos                        | Votos positivos                        | 120.637                                | 83,78                                  |
| Diferencia de votos                          | Diferencia de votos                                     | Diferencia de votos                    | Diferencia de votos                    | Diferencia de votos                    | 23.363                                 | 16,22                                  |
| Total de votos                               | Total de votos                                          | Total de votos                         | Total de votos                         | Total de votos                         | 144.000                                | 100,00                                 |
| Votantes registrados/participación           | Votantes registrados/participación                      | Votantes registrados/participación     | Votantes registrados/participación     | Votantes registrados/participación     | 237.273                                | 60,69                                  |
| Provincia de Corrientes 7 Diputados          |                                                         |                                        |                                        |                                        |                                        |                                        |
| Partido                                      | Partido                                                 | Candidato                              | Mandato                                | Votos al candidato                     | Votos al partido                       | %                                      |
|                                              | Partido Liberal de Corrientes                           | Daniel C. Speroni                      | 1932-1936                              | 29.233                                 | 29.233                                 | 48,96                                  |
| Manuel A. Bermúdez                           | Partido Liberal de Corrientes                           | 1932-1936                              | 28.791                                 |                                        | 29.233                                 | 48,96                                  |
| Erasmo Martínez                              | Partido Liberal de Corrientes                           | 1932-1934                              | 28.420                                 |                                        | 29.233                                 | 48,96                                  |
| Eduardo Bruchou                              | Partido Liberal de Corrientes                           | 1932-1934                              | 28.284                                 |                                        | 29.233                                 | 48,96                                  |
| José A. Contte                               | Partido Liberal de Corrientes                           | 1932-1936                              | 28.105                                 |                                        | 29.233                                 | 48,96                                  |
|                                              | Partido Demócrata Nacional                              | Benjamín S. González                   | 1932-1936                              | 26.531                                 | 26.531                                 | 44,43                                  |
| Hernán F. Gómez                              | Partido Demócrata Nacional                              | 1932-1934                              | 26.388                                 |                                        | 26.531                                 | 44,43                                  |
| Cornelio Candia                              | Partido Demócrata Nacional                              | —                                      | 26.377                                 |                                        | 26.531                                 | 44,43                                  |
| Felipe C. Solari                             | Partido Demócrata Nacional                              | —                                      | 26.120                                 |                                        | 26.531                                 | 44,43                                  |
| Ercilio Rodríguez                            | Partido Demócrata Nacional                              | —                                      | 25.930                                 |                                        | 26.531                                 | 44,43                                  |
|                                              | Alianza Civil                                           | Justo Álvarez Hayes (h)                | —                                      | 3.940                                  | 3.940                                  | 6,60                                   |
| Isidro J. Odena                              | Alianza Civil                                           | —                                      | 3.924                                  |                                        | 3.940                                  | 6,60                                   |
| Delio J. Martínez                            | Alianza Civil                                           | —                                      | 3.891                                  |                                        | 3.940                                  | 6,60                                   |
| Eduardo Beretta                              | Alianza Civil                                           | —                                      | 3.867                                  |                                        | 3.940                                  | 6,60                                   |
| Cesáreo Navajas Centeno                      | Alianza Civil                                           | —                                      | 3.862                                  |                                        | 3.940                                  | 6,60                                   |
|                                              | Otros                                                   | Otros                                  | Otros                                  | Otros                                  | 6                                      | 0,01                                   |
|                                              |                                                         |                                        |                                        |                                        |                                        |                                        |
| Votos positivos                              | Votos positivos                                         | Votos positivos                        | Votos positivos                        | Votos positivos                        | 59.710                                 | 89,46                                  |
| Votos en blanco                              | Votos en blanco                                         | Votos en blanco                        | Votos en blanco                        | Votos en blanco                        | 6.982                                  | 10,46                                  |
| Votos anulados                               | Votos anulados                                          | Votos anulados                         | Votos anulados                         | Votos anulados                         | 50                                     | 0,07                                   |
| Total de votos                               | Total de votos                                          | Total de votos                         | Total de votos                         | Total de votos                         | 66.742                                 | 100,00                                 |
| Votantes registrados/participación           | Votantes registrados/participación                      | Votantes registrados/participación     | Votantes registrados/participación     | Votantes registrados/participación     | 93.619                                 | 71,29                                  |
| Provincia de Entre Ríos 9 Diputados          |                                                         |                                        |                                        |                                        |                                        |                                        |
| Partido                                      | Partido                                                 | Candidato                              | Mandato                                | Votos al candidato                     | Votos al partido                       | %                                      |
|                                              | Unión Cívica Radical Antipersonalista de Entre Ríos     | Osvaldo M. Calderón                    | 1932-1936                              | 45.260                                 | 45.260                                 | 50,42                                  |
| Albino H. Harispe                            | Unión Cívica Radical Antipersonalista de Entre Ríos     | 1932-1934                              | 45.182                                 |                                        | 45.260                                 | 50,42                                  |
| José M. Garayalde                            | Unión Cívica Radical Antipersonalista de Entre Ríos     | 1932-1936                              | 45.133                                 |                                        | 45.260                                 | 50,42                                  |
| Miguel A. Aguirrezabala                      | Unión Cívica Radical Antipersonalista de Entre Ríos     | 1932-1934                              | 45.101                                 |                                        | 45.260                                 | 50,42                                  |
| Eduardo Mouesca                              | Unión Cívica Radical Antipersonalista de Entre Ríos     | 1932-1936                              | 45.047                                 |                                        | 45.260                                 | 50,42                                  |
| Misael J. Parodi                             | Unión Cívica Radical Antipersonalista de Entre Ríos     | 1932-1936                              | 45.035                                 |                                        | 45.260                                 | 50,42                                  |
|                                              | Partido Demócrata Nacional                              | Pedro Radio                            | 1932-1936                              | 31.470                                 | 31.470                                 | 35,06                                  |
| Juan F. Morrogh Bernard                      | Partido Demócrata Nacional                              | 1932-1934                              | 31.406                                 |                                        | 31.470                                 | 35,06                                  |
| Francisco I. Maglione                        | Partido Demócrata Nacional                              | 1932-1936                              | 31.361                                 |                                        | 31.470                                 | 35,06                                  |
| Hermindo Michelena                           | Partido Demócrata Nacional                              | —                                      | 31.355                                 |                                        | 31.470                                 | 35,06                                  |
| Andrés Rivara                                | Partido Demócrata Nacional                              | —                                      | 31.354                                 |                                        | 31.470                                 | 35,06                                  |
| Esteban A. Villarraza                        | Partido Demócrata Nacional                              | —                                      | 31.317                                 |                                        | 31.470                                 | 35,06                                  |
|                                              | Partido Socialista                                      | Marcial I. Galina                      | —                                      | 12.672                                 | 12.672                                 | 14,12                                  |
| Manuel Jaroslavsky                           | Partido Socialista                                      | —                                      | 12.655                                 |                                        | 12.672                                 | 14,12                                  |
| Pedro I. Más                                 | Partido Socialista                                      | —                                      | 12.636                                 |                                        | 12.672                                 | 14,12                                  |
| José Electo Brizuela                         | Partido Socialista                                      | —                                      | 12.606                                 |                                        | 12.672                                 | 14,12                                  |
| Eugenio G. Tamburri                          | Partido Socialista                                      | —                                      | 12.577                                 |                                        | 12.672                                 | 14,12                                  |
| Julio Serebrinsky                            | Partido Socialista                                      | —                                      | 12.483                                 |                                        | 12.672                                 | 14,12                                  |
|                                              | Otros                                                   | Otros                                  | Otros                                  | Otros                                  | 357                                    | 0,40                                   |
|                                              |                                                         |                                        |                                        |                                        |                                        |                                        |
| Votos positivos                              | Votos positivos                                         | Votos positivos                        | Votos positivos                        | Votos positivos                        | 89.759                                 | 84,28                                  |
| Votos en blanco                              | Votos en blanco                                         | Votos en blanco                        | Votos en blanco                        | Votos en blanco                        | 15.015                                 | 14,10                                  |
| Votos anulados                               | Votos anulados                                          | Votos anulados                         | Votos anulados                         | Votos anulados                         | 1.732                                  | 1,63                                   |
| Total de votos                               | Total de votos                                          | Total de votos                         | Total de votos                         | Total de votos                         | 106.506                                | 100,00                                 |
| Votantes registrados/participación           | Votantes registrados/participación                      | Votantes registrados/participación     | Votantes registrados/participación     | Votantes registrados/participación     | 135.803                                | 78,43                                  |
| Provincia de Jujuy 2 Diputados               |                                                         |                                        |                                        |                                        |                                        |                                        |
| Partido                                      | Partido                                                 | Candidato                              | Mandato                                | Votos al candidato                     | Votos al partido                       | %                                      |
|                                              | Partido Popular                                         | Arturo Palisa Mujica                   | 1932-1934                              | 9.228                                  | 9.228                                  | 66,34                                  |
| Benjamín Zalazar Altamira                    | Partido Popular                                         | 1932-1934                              | 9.228                                  |                                        | 9.228                                  | 66,34                                  |
|                                              | Partido Socialista                                      | Justiniano Chocovar                    | —                                      | 2.534                                  | 2.534                                  | 18,22                                  |
| Higinio Wayar                                | Partido Socialista                                      | —                                      | 2.529                                  |                                        | 2.534                                  | 18,22                                  |
|                                              | Unión Cívica Radical Antipersonalista                   | Domingo Baca                           | —                                      | 2.148                                  | 2.148                                  | 15,44                                  |
| Froilán A. Calvetti                          | Unión Cívica Radical Antipersonalista                   | —                                      | 2.147                                  |                                        | 2.148                                  | 15,44                                  |
|                                              | Otros                                                   | Arturo Pérez Alisedo                   | —                                      | 1                                      | 1                                      | 0,01                                   |
|                                              |                                                         |                                        |                                        |                                        |                                        |                                        |
| Votos positivos                              | Votos positivos                                         | Votos positivos                        | Votos positivos                        | Votos positivos                        | 13.911                                 | 93,82                                  |
| Votos en blanco                              | Votos en blanco                                         | Votos en blanco                        | Votos en blanco                        | Votos en blanco                        | 419                                    | 2,83                                   |
| Votos anulados                               | Votos anulados                                          | Votos anulados                         | Votos anulados                         | Votos anulados                         | 26                                     | 0,18                                   |
| Votos impugnados                             | Votos impugnados                                        | Votos impugnados                       | Votos impugnados                       | Votos impugnados                       | 3                                      | 0,02                                   |
| Sobres vacíos                                | Sobres vacíos                                           | Sobres vacíos                          | Sobres vacíos                          | Sobres vacíos                          | 460                                    | 3,10                                   |
| Diferencia de votos                          | Diferencia de votos                                     | Diferencia de votos                    | Diferencia de votos                    | Diferencia de votos                    | 8                                      | 0,05                                   |
| Total de votos                               | Total de votos                                          | Total de votos                         | Total de votos                         | Total de votos                         | 14.827                                 | 100,00                                 |
| Votantes registrados/participación           | Votantes registrados/participación                      | Votantes registrados/participación     | Votantes registrados/participación     | Votantes registrados/participación     | 19.602                                 | 75,64                                  |
| Provincia de La Rioja 2 Diputados            |                                                         |                                        |                                        |                                        |                                        |                                        |
| Partido                                      | Partido                                                 | Candidato                              | Mandato                                | Votos al candidato                     | Votos al partido                       | %                                      |
|                                              | Unión Cívica Radical Antipersonalista                   | Alejandro E. Moreira                   | 1932-1934                              | 12.376                                 | 7.701                                  | 51,06                                  |
| Abdón P. Luján                               | Unión Cívica Radical Antipersonalista                   | 1932-1934                              | 6.970                                  |                                        | 7.701                                  | 51,06                                  |
|                                              | Partido Demócrata Nacional                              | Alejandro E. Moreira (UCR-A)           | —                                      | Sin datos                              | 5.834                                  | 38,68                                  |
| Antonio Agüero                               | Partido Demócrata Nacional                              | —                                      | Sin datos                              |                                        | 5.834                                  | 38,68                                  |
|                                              | Partido Socialista                                      | Julio González Iramain                 | —                                      | Sin datos                              | 1.546                                  | 10,25                                  |
| Segundo Ávila                                | Partido Socialista                                      | —                                      | Sin datos                              |                                        | 1.546                                  | 10,25                                  |
|                                              |                                                         |                                        |                                        |                                        |                                        |                                        |
| Total de votos                               | Total de votos                                          | Total de votos                         | Total de votos                         | Total de votos                         | 15.081                                 | 100,00                                 |
| Votantes registrados/participación           | Votantes registrados/participación                      | Votantes registrados/participación     | Votantes registrados/participación     | Votantes registrados/participación     | 18.604                                 | 81,06                                  |
| Provincia de Mendoza 6 Diputados             |                                                         |                                        |                                        |                                        |                                        |                                        |
| Partido                                      | Partido                                                 | Candidato                              | Mandato                                | Votos al candidato                     | Votos al partido                       | %                                      |
|                                              | Partido Demócrata Nacional                              | Pascual Herraiz                        | 1932-1934                              | 25.818                                 | 25.818                                 | 67,35                                  |
| Rodolfo Corominas Segura                     | Partido Demócrata Nacional                              | 1932-1936                              | 25.765                                 |                                        | 25.818                                 | 67,35                                  |
| Raúl Godoy                                   | Partido Demócrata Nacional                              | 1932-1934                              | 25.752                                 |                                        | 25.818                                 | 67,35                                  |
| Adolfo Vicchi                                | Partido Demócrata Nacional                              | 1932-1936                              | 25.751                                 |                                        | 25.818                                 | 67,35                                  |
|                                              | Alianza Civil                                           | Valentín González (PDP)                | 1932-1936                              | 9.448                                  | 9.448                                  | 24,65                                  |
| José Palacín (PS)                            | Alianza Civil                                           | 1932-1934                              | 9.343                                  |                                        | 9.448                                  | 24,65                                  |
| Amado M. Laprida                             | Alianza Civil                                           | —                                      | 9.065                                  |                                        | 9.448                                  | 24,65                                  |
| Benito Marianetti                            | Alianza Civil                                           | —                                      | 8.967                                  |                                        | 9.448                                  | 24,65                                  |
|                                              | UCR Antipersonalista - Partido Socialista Independiente | Manuel A. Zuloaga                      | —                                      | 3.069                                  | 3.069                                  | 8,01                                   |
| Santos Gelardi                               | UCR Antipersonalista - Partido Socialista Independiente | —                                      | 3.044                                  |                                        | 3.069                                  | 8,01                                   |
| Antonio Ferrer                               | UCR Antipersonalista - Partido Socialista Independiente | —                                      | 1.816                                  |                                        | 3.069                                  | 8,01                                   |
| Felipe S. Obredor                            | UCR Antipersonalista - Partido Socialista Independiente | —                                      | 1.803                                  |                                        | 3.069                                  | 8,01                                   |
|                                              |                                                         |                                        |                                        |                                        |                                        |                                        |
| Votos positivos                              | Votos positivos                                         | Votos positivos                        | Votos positivos                        | Votos positivos                        | 38.335                                 | 89,18                                  |
| Diferencia de votos                          | Diferencia de votos                                     | Diferencia de votos                    | Diferencia de votos                    | Diferencia de votos                    | 4.649                                  | 10,82                                  |
| Total de votos                               | Total de votos                                          | Total de votos                         | Total de votos                         | Total de votos                         | 42.984                                 | 100,00                                 |
| Votantes registrados/participación           | Votantes registrados/participación                      | Votantes registrados/participación     | Votantes registrados/participación     | Votantes registrados/participación     | 59.863                                 | 71,80                                  |
| Provincia de Salta 3 Diputados               |                                                         |                                        |                                        |                                        |                                        |                                        |
| Partido                                      | Partido                                                 | Candidato                              | Mandato                                | Votos al candidato                     | Votos al partido                       | %                                      |
|                                              | Partido Demócrata Nacional                              | Ernesto Aráoz                          | 1932-1934                              | 18.114                                 | 18.142                                 | 69,66                                  |
| Víctor Cornejo Arias                         | Partido Demócrata Nacional                              | 1932-1934                              | 17.959                                 |                                        | 18.142                                 | 69,66                                  |
|                                              | Unión Cívica Radical Antipersonalista                   | Ricardo M. Messone                     | 1932-1934                              | 4.174                                  | 4.174                                  | 16,03                                  |
| Sin datos                                    | Unión Cívica Radical Antipersonalista                   |                                        |                                        |                                        | 4.174                                  | 16,03                                  |
|                                              | Partido Socialista                                      | Sin datos                              | Sin datos                              | Sin datos                              | 3.729                                  | 14,32                                  |
|                                              |                                                         |                                        |                                        |                                        |                                        |                                        |
| Votos positivos                              | Votos positivos                                         | Votos positivos                        | Votos positivos                        | Votos positivos                        | 26.045                                 | 85,24                                  |
| Diferencia de votos                          | Diferencia de votos                                     | Diferencia de votos                    | Diferencia de votos                    | Diferencia de votos                    | 4.511                                  | 14,76                                  |
| Total de votos                               | Total de votos                                          | Total de votos                         | Total de votos                         | Total de votos                         | 30.556                                 | 100,00                                 |
| Votantes registrados/participación           | Votantes registrados/participación                      | Votantes registrados/participación     | Votantes registrados/participación     | Votantes registrados/participación     | 43.315                                 | 70,54                                  |
| Provincia de San Juan 3 Diputados            |                                                         |                                        |                                        |                                        |                                        |                                        |
| Partido                                      | Partido                                                 | Candidato                              | Mandato                                | Votos al candidato                     | Votos al partido                       | %                                      |
|                                              | Unión Cívica Radical Bloquista                          | Domingo Rodríguez Pinto                | 1932-1934                              | 18.438                                 | 18.438                                 | 58,03                                  |
| Belisario Albarracín                         | Unión Cívica Radical Bloquista                          | 1932-1934                              | 18.117                                 |                                        | 18.438                                 | 58,03                                  |
|                                              | Partido Socialista Independiente                        | León P. Tourres                        | 1932-1934                              | 5.669                                  | 5.669                                  | 17,84                                  |
|                                              | Alianza Civil                                           | Indalecio Carmona Ríos                 | —                                      | 4.148                                  | 4.148                                  | 13,05                                  |
| Ventura S. Larrosa                           | Alianza Civil                                           | —                                      | 4.118                                  |                                        | 4.148                                  | 13,05                                  |
|                                              | Partido Liberal de San Juan                             | Carlos Ciro Gutiérrez                  | —                                      | 2.198                                  | 2.198                                  | 6,92                                   |
| F. M. Arnobio Recabarren                     | Partido Liberal de San Juan                             | —                                      | 1.961                                  |                                        | 2.198                                  | 6,92                                   |
|                                              | Partido Demócrata Nacional                              | Honorio Basualdo                       | —                                      | 1.304                                  | 1.304                                  | 4,10                                   |
| Vicente Mallea Gil                           | Partido Demócrata Nacional                              | —                                      | 1.290                                  |                                        | 1.304                                  | 4,10                                   |
|                                              | Otros                                                   | Otros                                  | Otros                                  | Otros                                  | 17                                     | 0,05                                   |
|                                              |                                                         |                                        |                                        |                                        |                                        |                                        |
| Votos positivos                              | Votos positivos                                         | Votos positivos                        | Votos positivos                        | Votos positivos                        | 31.774                                 | 97,41                                  |
| Votos en blanco                              | Votos en blanco                                         | Votos en blanco                        | Votos en blanco                        | Votos en blanco                        | 845                                    | 2,59                                   |
| Total de votos                               | Total de votos                                          | Total de votos                         | Total de votos                         | Total de votos                         | 32.619                                 | 100,00                                 |
| Votantes registrados/participación           | Votantes registrados/participación                      | Votantes registrados/participación     | Votantes registrados/participación     | Votantes registrados/participación     | 37.672                                 | 86,59                                  |
| Provincia de San Luis 3 Diputados            |                                                         |                                        |                                        |                                        |                                        |                                        |
| Partido                                      | Partido                                                 | Candidato                              | Mandato                                | Votos al candidato                     | Votos al partido                       | %                                      |
|                                              | Partido Demócrata Nacional                              | Félix Quiroga                          | 1932-1936                              | 12.156                                 | 12.156                                 | 70,05                                  |
| Cipriano Taboada Mora                        | Partido Demócrata Nacional                              | 1932-1936                              | 12.082                                 |                                        | 12.156                                 | 70,05                                  |
|                                              | Partido Socialista                                      | Santos Agüero                          | 1932-1936                              | 3.078                                  | 3.078                                  | 17,74                                  |
| Félix Cuello                                 | Partido Socialista                                      | —                                      | 2.440                                  |                                        | 3.078                                  | 17,74                                  |
|                                              | Partido Demócrata Disidente                             | Epifanio Mora Olmedo                   | —                                      | 2.115                                  | 2.115                                  | 12,19                                  |
| Víctor Dubor                                 | Partido Demócrata Disidente                             | —                                      | 1.878                                  |                                        | 2.115                                  | 12,19                                  |
|                                              | Otros                                                   | Otros                                  | Otros                                  | Otros                                  | 4                                      | 0,02                                   |
|                                              |                                                         |                                        |                                        |                                        |                                        |                                        |
| Votos positivos                              | Votos positivos                                         | Votos positivos                        | Votos positivos                        | Votos positivos                        | 17.353                                 | 93,50                                  |
| Votos en blanco                              | Votos en blanco                                         | Votos en blanco                        | Votos en blanco                        | Votos en blanco                        | 1.206                                  | 6,50                                   |
| Total de votos                               | Total de votos                                          | Total de votos                         | Total de votos                         | Total de votos                         | 18.559                                 | 100,00                                 |
| Votantes registrados/participación           | Votantes registrados/participación                      | Votantes registrados/participación     | Votantes registrados/participación     | Votantes registrados/participación     | 32.942                                 | 56,34                                  |
| Provincia de Santa Fe 19 Diputados           |                                                         |                                        |                                        |                                        |                                        |                                        |
| Partido                                      | Partido                                                 | Candidato                              | Mandato                                | Votos al candidato                     | Votos al partido                       | %                                      |
|                                              | Partido Demócrata Progresista                           | Francisco E. Correa                    | 1932-1934                              | 99.603                                 | 99.603                                 | 53,46                                  |
| Mario Antelo                                 | Partido Demócrata Progresista                           | 1932-1936                              | 99.578                                 |                                        | 99.603                                 | 53,46                                  |
| José N. Antelo                               | Partido Demócrata Progresista                           | 1932-1936                              | 99.537                                 |                                        | 99.603                                 | 53,46                                  |
| Gerardo Costanti                             | Partido Demócrata Progresista                           | 1932-1934                              | 99.523                                 |                                        | 99.603                                 | 53,46                                  |
| Luis María Mattos                            | Partido Demócrata Progresista                           | 1932-1934                              | 99.510                                 |                                        | 99.603                                 | 53,46                                  |
| José Carreras                                | Partido Demócrata Progresista                           | 1932-1936                              | 99.499                                 |                                        | 99.603                                 | 53,46                                  |
| Gregorio Parera                              | Partido Demócrata Progresista                           | 1932-1936                              | 99.489                                 |                                        | 99.603                                 | 53,46                                  |
| Avelino Sellarés                             | Partido Demócrata Progresista                           | 1932-1934                              | 99.481                                 |                                        | 99.603                                 | 53,46                                  |
| Carlos G. Colombres                          | Partido Demócrata Progresista                           | 1932-1934                              | 99.479                                 |                                        | 99.603                                 | 53,46                                  |
| Mario Mosset Iturraspe                       | Partido Demócrata Progresista                           | 1932-1936                              | 99.455                                 |                                        | 99.603                                 | 53,46                                  |
| Vicente E. Pomponio                          | Partido Demócrata Progresista                           | 1932-1936                              | 99.406                                 |                                        | 99.603                                 | 53,46                                  |
| Enzo Bordabehere                             | Partido Demócrata Progresista                           | 1932-1934                              | 99.400                                 |                                        | 99.603                                 | 53,46                                  |
| Rodolfo L. Vionnet                           | Partido Demócrata Progresista                           | 1932-1936                              | 99.284                                 |                                        | 99.603                                 | 53,46                                  |
|                                              | Unión Cívica Radical de Santa Fe                        | Ángel Saggese                          | 1932-1934                              | 81.000                                 | 81.000                                 | 43,48                                  |
| Joaquín Argonz                               | Unión Cívica Radical de Santa Fe                        | 1932-1934                              | 80.967                                 |                                        | 81.000                                 | 43,48                                  |
| Plácido C. Lazo                              | Unión Cívica Radical de Santa Fe                        | 1932-1934                              | 80.822                                 |                                        | 81.000                                 | 43,48                                  |
| Héctor S. López                              | Unión Cívica Radical de Santa Fe                        | 1932-1936                              | 80.788                                 |                                        | 81.000                                 | 43,48                                  |
| Rafael Biancofiore                           | Unión Cívica Radical de Santa Fe                        | 1932-1936                              | 80.753                                 |                                        | 81.000                                 | 43,48                                  |
| Daniel Bosano Ansaldo                        | Unión Cívica Radical de Santa Fe                        | 1932-1936                              | 80.747                                 |                                        | 81.000                                 | 43,48                                  |
| Rdolfo G. Videla                             | Unión Cívica Radical de Santa Fe                        | —                                      | 80.691                                 |                                        | 81.000                                 | 43,48                                  |
| José Araya                                   | Unión Cívica Radical de Santa Fe                        | —                                      | 80.682                                 |                                        | 81.000                                 | 43,48                                  |
| José Urbano Aguirra                          | Unión Cívica Radical de Santa Fe                        | —                                      | 80.676                                 |                                        | 81.000                                 | 43,48                                  |
| Jorge Ferri                                  | Unión Cívica Radical de Santa Fe                        | —                                      | 80.670                                 |                                        | 81.000                                 | 43,48                                  |
| Faustino Infante                             | Unión Cívica Radical de Santa Fe                        | —                                      | 80.664                                 |                                        | 81.000                                 | 43,48                                  |
| irineo de Anquin                             | Unión Cívica Radical de Santa Fe                        | —                                      | 80.639                                 |                                        | 81.000                                 | 43,48                                  |
| Pío Pandolfo                                 | Unión Cívica Radical de Santa Fe                        | —                                      | 80.520                                 |                                        | 81.000                                 | 43,48                                  |
|                                              | Partido Agrario                                         | Rómulo Copello                         | —                                      | 5.668                                  | 5.668                                  | 3,04                                   |
| Esteban Piacenza                             | Partido Agrario                                         | —                                      | 5.396                                  |                                        | 5.668                                  | 3,04                                   |
| Raúl H. Záccaro                              | Partido Agrario                                         | —                                      | 5.287                                  |                                        | 5.668                                  | 3,04                                   |
| Pedro de Paoli                               | Partido Agrario                                         | —                                      | 5.271                                  |                                        | 5.668                                  | 3,04                                   |
| Antonio Rotondo                              | Partido Agrario                                         | —                                      | 5.271                                  |                                        | 5.668                                  | 3,04                                   |
| Alfredo J. Alsina                            | Partido Agrario                                         | —                                      | 5.269                                  |                                        | 5.668                                  | 3,04                                   |
| Eduardo J. Trognot                           | Partido Agrario                                         | —                                      | 5.268                                  |                                        | 5.668                                  | 3,04                                   |
| Eugenio Belotti                              | Partido Agrario                                         | —                                      | 5.268                                  |                                        | 5.668                                  | 3,04                                   |
| M. Alejandro Buzetti                         | Partido Agrario                                         | —                                      | 5.268                                  |                                        | 5.668                                  | 3,04                                   |
| Manuel J. Guerra                             | Partido Agrario                                         | —                                      | 5.267                                  |                                        | 5.668                                  | 3,04                                   |
| P. Manuel Soria                              | Partido Agrario                                         | —                                      | 5.267                                  |                                        | 5.668                                  | 3,04                                   |
| Víctor Petit                                 | Partido Agrario                                         | —                                      | 5.263                                  |                                        | 5.668                                  | 3,04                                   |
| Carlos Moulin                                | Partido Agrario                                         | —                                      | 5.249                                  |                                        | 5.668                                  | 3,04                                   |
|                                              | Otros                                                   | Otros                                  | Otros                                  | Otros                                  | 30                                     | 0,02                                   |
|                                              |                                                         |                                        |                                        |                                        |                                        |                                        |
| Votos positivos                              | Votos positivos                                         | Votos positivos                        | Votos positivos                        | Votos positivos                        | 186.301                                | 89,88                                  |
| Votos en blanco                              | Votos en blanco                                         | Votos en blanco                        | Votos en blanco                        | Votos en blanco                        | 20.978                                 | 10,12                                  |
| Total de votos                               | Total de votos                                          | Total de votos                         | Total de votos                         | Total de votos                         | 207.279                                | 100,00                                 |
| Votantes registrados/participación           | Votantes registrados/participación                      | Votantes registrados/participación     | Votantes registrados/participación     | Votantes registrados/participación     | 261.447                                | 79,28                                  |
| Provincia de Santiago del Estero 6 Diputados |                                                         |                                        |                                        |                                        |                                        |                                        |
| Partido                                      | Partido                                                 | Candidato                              | Mandato                                | Votos al candidato                     | Votos al partido                       | %                                      |
|                                              | Partido Radical Unificado                               | Antenor Ferreyra                       | 1932-1936                              | 29.941                                 | 29.941                                 | 49,90                                  |
| Próspero Ábalos                              | Partido Radical Unificado                               | 1932-1934                              | 29.813                                 |                                        | 29.941                                 | 49,90                                  |
| Eduardo Castiglione                          | Partido Radical Unificado                               | 1932-1934                              | 29.531                                 |                                        | 29.941                                 | 49,90                                  |
| Marcos E. Rojas                              | Partido Radical Unificado                               | 1932-1936                              | 29.103                                 |                                        | 29.941                                 | 49,90                                  |
|                                              | Partido Demócrata Nacional                              | Carlos D. Coronel                      | 1932-1934                              | 18.829                                 | 18.748                                 | 31,25                                  |
| Justiniano de la Zerda                       | Partido Demócrata Nacional                              | 1932-1936                              | 18.748                                 |                                        | 18.748                                 | 31,25                                  |
| Sin datos                                    | Partido Demócrata Nacional                              |                                        |                                        |                                        | 18.748                                 | 31,25                                  |
| Sin datos                                    | Partido Demócrata Nacional                              |                                        |                                        |                                        | 18.748                                 | 31,25                                  |
|                                              | Partido Reformista                                      | Sin datos                              | Sin datos                              | Sin datos                              | 4.935                                  | 8,23                                   |
|                                              | Partido Socialista                                      | Sin datos                              | Sin datos                              | Sin datos                              | 3.241                                  | 5,40                                   |
|                                              | Unión Cívica Radical Antipersonalista                   | Sin datos                              | Sin datos                              | Sin datos                              | 3.134                                  | 5,22                                   |
|                                              |                                                         |                                        |                                        |                                        |                                        |                                        |
| Votos positivos                              | Votos positivos                                         | Votos positivos                        | Votos positivos                        | Votos positivos                        | 59.999                                 | 91,57                                  |
| Diferencia de votos                          | Diferencia de votos                                     | Diferencia de votos                    | Diferencia de votos                    | Diferencia de votos                    | 5.522                                  | 8,43                                   |
| Total de votos                               | Total de votos                                          | Total de votos                         | Total de votos                         | Total de votos                         | 65.521                                 | 100,00                                 |
| Votantes registrados/participación           | Votantes registrados/participación                      | Votantes registrados/participación     | Votantes registrados/participación     | Votantes registrados/participación     | 85.919                                 | 76,26                                  |
| Provincia de Tucumán 7 Diputados             |                                                         |                                        |                                        |                                        |                                        |                                        |
| Partido                                      | Partido                                                 | Candidato                              | Mandato                                | Votos al candidato                     | Votos al partido                       | %                                      |
|                                              | Partido Demócrata Nacional                              | José Ignacio Aráoz                     | 1932-1934                              | 25.598                                 | 25.385                                 | 41,56                                  |
| Raúl Frías Silva                             | Partido Demócrata Nacional                              | 1932-1934                              | 25.580                                 |                                        | 25.385                                 | 41,56                                  |
| Abraham de la Vega                           | Partido Demócrata Nacional                              | 1932-1936                              | 25.572                                 |                                        | 25.385                                 | 41,56                                  |
| Juan Simón Padrós                            | Partido Demócrata Nacional                              | 1932-1936                              | 25.550                                 |                                        | 25.385                                 | 41,56                                  |
| José Raquel Salas                            | Partido Demócrata Nacional                              | 1932-1936                              | 25.520                                 |                                        | 25.385                                 | 41,56                                  |
|                                              | Defensa Provincial - Bandera Blanca                     | Clodomiro Pereira                      | 1932-1934                              | 25.468                                 | 24.797                                 | 40,60                                  |
| Enrique Santillán                            | Defensa Provincial - Bandera Blanca                     | 1932-1936                              | 25.446                                 |                                        | 24.797                                 | 40,60                                  |
| Sin datos                                    | Defensa Provincial - Bandera Blanca                     |                                        |                                        |                                        | 24.797                                 | 40,60                                  |
| Sin datos                                    | Defensa Provincial - Bandera Blanca                     |                                        |                                        |                                        | 24.797                                 | 40,60                                  |
| Sin datos                                    | Defensa Provincial - Bandera Blanca                     |                                        |                                        |                                        | 24.797                                 | 40,60                                  |
|                                              | Partido Socialista                                      | Sin datos                              | Sin datos                              | Sin datos                              | 11.944                                 | 19,55                                  |
|                                              |                                                         |                                        |                                        |                                        |                                        |                                        |
| Votos positivos                              | Votos positivos                                         | Votos positivos                        | Votos positivos                        | Votos positivos                        | 62.126                                 | 74,54                                  |
| Diferencia de votos                          | Diferencia de votos                                     | Diferencia de votos                    | Diferencia de votos                    | Diferencia de votos                    | 21.225                                 | 25,46                                  |
| Total de votos                               | Total de votos                                          | Total de votos                         | Total de votos                         | Total de votos                         | 83.351                                 | 100,00                                 |
| Votantes registrados/participación           | Votantes registrados/participación                      | Votantes registrados/participación     | Votantes registrados/participación     | Votantes registrados/participación     | 105.220                                | 79,22                                  |

1. ↑  Renunció el 19 de mayo de 1935, no fue reemplazado.
2. ↑  Falleció el 16 de mayo de 1932, no se incorporó y no fue reemplazado.
3. ↑  Renunció el 31 de agosto de 1933, no fue reemplazado.
4. ↑  Renunció el 22 de marzo de 1935, no fue reemplazado.
5. ↑  Falleció el 27 de septiembre de 1934, no fue reemplazado.
6. ↑  Falleció el 8 de agosto de 1933, no fue reemplazado.
7. ↑  Renunció el 31 de agosto de 1933, lo reemplaza Alberto Iribarne (PS) en 1934.
8. ↑  Falleció el 25 de mayo de 1932, no fue reemplazado.
9. ↑  Renunció el 2 de mayo de 1935, no fue reemplazado.
10. ↑  Renunció el 5 de julio de 1935, no fue reemplazado.
11. ↑  Falleció el 2 de junio de 1933, lo reemplaza Guillermo Acosta (UCR-A) en 1934.
12. ↑  Falleció el 29 de noviembre de 1935, no fue reemplazado.
13. ↑  Renunció el 28 de marzo de 1932, lo reemplaza Julio A. Noble (PDP) en una elección especial el 3 de julio de 1932.
14. ↑  Renunció el 28 de marzo de 1932, lo reemplaza Rafael Mancini (PDP) en una elección especial el 3 de julio de 1932.
15. ↑  Renunció el 28 de marzo de 1932, lo reemplaza Rafael Mancini (PDP) en una elección especial el 3 de julio de 1932.
16. ↑  Renunció el 16 de mayo de 1934, lo reemplaza Pablo S. D'Anna (PDP) en una elección especial el 13 de enero de 1935.

## Elección parcial
Elecciones especiales en la provincia de Santa Fe para completar dos vacancias. Se realizan el 3 de julio de 1932.
|  | 51,73 % |

|  | 37,96 % |

|  | 6,20 % |

|  | 2,46 % |

|  | 1,20 % |

|  | 0,32 % |

|  | 0,14 % |

|  | 85,08 % |

|  | 14,92 % |

|  | 100 % |

|  | 68,85 % |

1. ↑  Electo para completar el mandato de José N. Antelo (1932-1936).
2. ↑  Electo para completar el mandato de Francisco E. Correa (1932-1934).